# Backtrav
Backtrav (Arabidopsis thaliána) är ett korsblommigt litet ogräs som är släkt med senap och kål. Den är också den mest undersökta av alla växter och har därför beskrivits som botanikernas motsvarighet till zoologernas husmus eller bananfluga.
Den är en spenslig, ettårig vårväxt med fåbladig stjälk och skidor på utstående skaft. Örten är blekt blågrön och ses redan i april och maj med sin späda, enkla stjälk och sina första skidor på de av vårsolen uppvärmda backar, hällar och klippavsatser i ekdungar. Blommans kronblad är vita och 2-4 millimeter. Ståndarknapparna är 0,2-0,4 millimeter och fröna är cirka 0,5 millimeter och gulbruna till färgen.
Om inte alltför stark torka inträffar blir den sedan under försommaren upp till 3-4 dm hög, utspärrat grenig och oerhört rikt fröbärande innan den torkar bort. I Norden är den utbredd ungefär till polcirkeln, överallt utom i fjälltrakterna. 
På samma sätt som studiet av husmusen varit värdefullt för förståelsen av hur människokroppen fungerar är backtraven viktig för vår förståelse av hur jordbruksväxterna fungerar, genom att den är flitigt utnyttjad som modellorganism i forskning. Backtraven har en mycket enkel arvsmassa (genom, dess DNA), endast 125 miljoner baspar fördelade över fem par kromosomer (2n=10). Som jämförelse har människan 3 miljarder baspar. Detta har gjort att växtforskarna relativt lätt har kunnat avläsa hela dess arvsmassa och är på god väg att kartlägga vad alla dess gener har för funktion. Antalet gener i backtrav är drygt 26 000, jämfört med människans 24 000. Backtrav är också lätt att odla i stora mängder eftersom den är liten, producerar mycket frön och har en kort livscykel. Den är den första växt som man lyckats odla i månregolit.